# Pandanus aristatus
Pandanus aristatus är en enhjärtbladig växtart som beskrevs av Ugolino Martelli. Pandanus aristatus ingår i släktet Pandanus och familjen Pandanaceae. Inga underarter finns listade.